# Morinda aurantiaca
Morinda aurantiaca là một loài thực vật có hoa trong họ Thiến thảo. Loài này được (K.Krause) Steyerm. mô tả khoa học đầu tiên năm 1972.